# Coppa delle Coppe 1984-1985 (pallamano maschile)
La Coppa delle Coppe 1984-1985 è stata la 10ª edizione del torneo europeo di pallamano riservato alle squadre vincitrici delle coppe nazionali. È stata organizzata dall'International Handball Federation, la federazione internazionale di pallamano. La competizione è iniziata ad ottobre 1984  si è conclusa ad aprile 1985.
Il torneo è stato vinto dalla compagine spagnola dell'FC Barcellona per la 2ª volta nella sua storia.

## Risultati

### Primo turno
| Squadra 1           | Squadra 2                           | Andata                            | Ritorno                    | Totale  |
| ------------------- | ----------------------------------- | --------------------------------- | -------------------------- | ------- |
| UHK Krems           | USM Gagny                           | Krems                             | Gagny                      | 41 - 44 |
| UHK Krems           | USM Gagny                           | 24 - 19                           | 17 - 25                    | 41 - 44 |
| OS Belenenses       | Círculo Deportivo Cultural Tenerife | Lisbona, 14 ottobre 1984          | Santa Cruz de Tenerife     | 39 - 49 |
| OS Belenenses       | Círculo Deportivo Cultural Tenerife | 19 - 29                           | 20 - 20                    | 39 - 49 |
| CS Dinamo Bucarest  | Sintel Dernegi Istanbul             | Bucarest                          | Istanbul                   | 66 - 39 |
| CS Dinamo Bucarest  | Sintel Dernegi Istanbul             | 39 - 18                           | 27 - 21                    | 66 - 39 |
| HB Eschois Fola     | TSV St. Omar San Gallo              | Esch-sur-Alzette, 10 ottobre 1984 | San Gallo, 17 ottobre 1984 | 28 - 59 |
| HB Eschois Fola     | TSV St. Omar San Gallo              | 13 - 31                           | 15 - 28                    | 28 - 59 |
| Kamraterna Helsinki | Lugi HF                             | Helsinki                          | Lund                       | 30 - 51 |
| Kamraterna Helsinki | Lugi HF                             | 16 - 29                           | 14 - 22                    | 30 - 51 |
| SC Dynamo Berlino   | HV Sittardia                        | Berlino Est                       | Sittard                    | 54 - 37 |
| SC Dynamo Berlino   | HV Sittardia                        | 32 - 16                           | 22 - 21                    | 54 - 37 |
| Pallamano Trieste   | Sportist Kremikovtzi                | Trieste                           | Sofia, 21 ottobre 1984     | 32 - 34 |
| Pallamano Trieste   | Sportist Kremikovtzi                | 22 - 18                           | 10 - 16                    | 32 - 34 |
| CSKA Mosca          | Vestmanna IF                        | Mosca                             | Vestmanna                  | 60 - 33 |
| CSKA Mosca          | Vestmanna IF                        | 35 - 15                           | 25 - 18                    | 60 - 33 |

### Ottavi di finale
| Squadra 1              | Squadra 2                           | Andata                          | Ritorno                         | Totale  |
| ---------------------- | ----------------------------------- | ------------------------------- | ------------------------------- | ------- |
| FC Barcellona          | Stella Rossa Bratislava             | Barcellona                      | Bratislava                      | 48 - 41 |
| FC Barcellona          | Stella Rossa Bratislava             | 26 - 19                         | 22 - 23                         | 48 - 41 |
| USM Gagny              | Ajax Copenaghen                     | Gagny                           | Copenaghen                      | 44 - 36 |
| USM Gagny              | Ajax Copenaghen                     | 22 - 15                         | 22 - 21                         | 44 - 36 |
| Vikingur               | Círculo Deportivo Cultural Tenerife | Reykjavík                       | Santa Cruz de Tenerife          | 56 - 42 |
| Vikingur               | Círculo Deportivo Cultural Tenerife | 28 - 21                         | 28 - 21                         | 56 - 42 |
| CS Dinamo Bucarest     | RK Crvena Zvezda                    | Bucarest                        | Belgrado                        | 54 - 57 |
| CS Dinamo Bucarest     | RK Crvena Zvezda                    | 32 - 29                         | 22 - 28                         | 54 - 57 |
| Füchse Berlino         | TSV St. Omar San Gallo              | Berlino Ovest                   | San Gallo                       | 37 - 39 |
| Füchse Berlino         | TSV St. Omar San Gallo              | 23 - 22                         | 14 - 17                         | 37 - 39 |
| Maccabi Rishon Le Zion | Lugi HF                             | Rishon LeZion, 21 novembre 1984 | Rishon LeZion, 22 novembre 1984 | 33 - 38 |
| Maccabi Rishon Le Zion | Lugi HF                             | 19 - 17                         | 14 - 21                         | 33 - 38 |
| SC Dynamo Berlino      | Epitok Budapest                     | Berlino Est, 18 novembre 1984   | Budapest, 25 novembre 1984      | 44 - 38 |
| SC Dynamo Berlino      | Epitok Budapest                     | 21 - 20                         | 23 - 18                         | 44 - 38 |
| CSKA Mosca             | Sportist Kremikovtzi                | Mosca, 18 novembre 1984         | Sofia                           | 59 - 47 |
| CSKA Mosca             | Sportist Kremikovtzi                | 36 - 25                         | 23 - 22                         | 59 - 47 |

### Quarti di finale
| Squadra 1              | Squadra 2        | Andata                     | Ritorno                    | Totale  |
| ---------------------- | ---------------- | -------------------------- | -------------------------- | ------- |
| FC Barcellona          | USM Gagny        | Barcellona                 | Gagny                      | 40 - 32 |
| FC Barcellona          | USM Gagny        | 25 - 17                    | 15 - 15                    | 40 - 32 |
| Vikingur               | RK Crvena Zvezda | Reykjavík, 25 gennaio 1985 | Reykjavík, 27 gennaio 1985 | 45 - 39 |
| Vikingur               | RK Crvena Zvezda | 20 - 15                    | 25 - 24                    | 45 - 39 |
| TSV St. Omar San Gallo | Lugi HF          | San Gallo                  | Lund                       | 32 - 39 |
| TSV St. Omar San Gallo | Lugi HF          | 20 - 16                    | 12 - 23                    | 32 - 39 |
| SC Dynamo Berlino      | CSKA Mosca       | Berlino Est                | Mosca                      | 42 - 49 |
| SC Dynamo Berlino      | CSKA Mosca       | 24 - 24                    | 18 - 25                    | 42 - 49 |

### Semifinali
| Squadra 1 | Squadra 2     | Andata                   | Ritorno                   | Totale  |
| --------- | ------------- | ------------------------ | ------------------------- | ------- |
| Vikingur  | FC Barcellona | Reykjavík, 24 marzo 1985 | Barcellona, 30 marzo 1985 | 32 - 35 |
| Vikingur  | FC Barcellona | 20 - 13                  | 12 - 22                   | 32 - 35 |
| Lugi HF   | CSKA Mosca    | Lund, 24 marzo 1985      | Mosca                     | 42 - 42 |
| Lugi HF   | CSKA Mosca    | 23 - 23                  | 19 - 19                   | 42 - 42 |

### Finale
| Squadra 1  | Squadra 2     | Andata  | Ritorno    | Totale        |
| ---------- | ------------- | ------- | ---------- | ------------- |
| CSKA Mosca | FC Barcellona | Mosca   | Barcellona | 50 - 50 (gfc) |
| CSKA Mosca | FC Barcellona | 30 - 23 | 20 - 27    | 50 - 50 (gfc) |

## Campioni
| Vincitore della Coppa delle Coppe 1984-1985 |
| ------------------------------------------- |
| FC Barcellona 2º titolo                     |